# All Nippon Airways
All Nippon Airways Co., Ltd. (яп. 全日本空輸株式会社 Дзэн Ниппон ку:ю кабусикигайся, TYO: 9202, LSE: ANA), также известная как Дзэннику: (яп. 全日空) или ANA, — японская авиакомпания, штаб-квартира которой находится в Центре Сиодомэ-Сити в Сиодомэ в Минато, Токио. ANA — первая по размеру международная авиакомпания страны. Крупнейшая авиакомпания, выполняющая внутренние рейсы. All Nippon Airways выполняет рейсы в 49 аэропортов Японии и в 22 иностранных аэропорта. По состоянию на март 2016 года в ANA работало более 20 тыс. человек.
Главными хабами ANA являются аэропорты Нарита недалеко от Токио и Кансай в Осаке. Основными хабами на внутренних рейсах являются аэропорты Токио-Ханеда, Осаки, Тюбу-Центрэйр (около Нагои) и Нью-Титосэ (около Саппоро).
ANA контролирует следующие авиакомпании:
- Air Central — авиакомпания, использующая Q400, базируется в Тюбу-Центрэйр
- Air Japan — авиакомпания, выполняющая чартерные рейсы ANA
- Air Next — лоу-кост авиакомпания, базируется в аэропорту Фукуока
- Air Nippon — региональная авиакомпания ANA
- ANA & JP Express (AJV), грузовая авиакомпания

## Создание

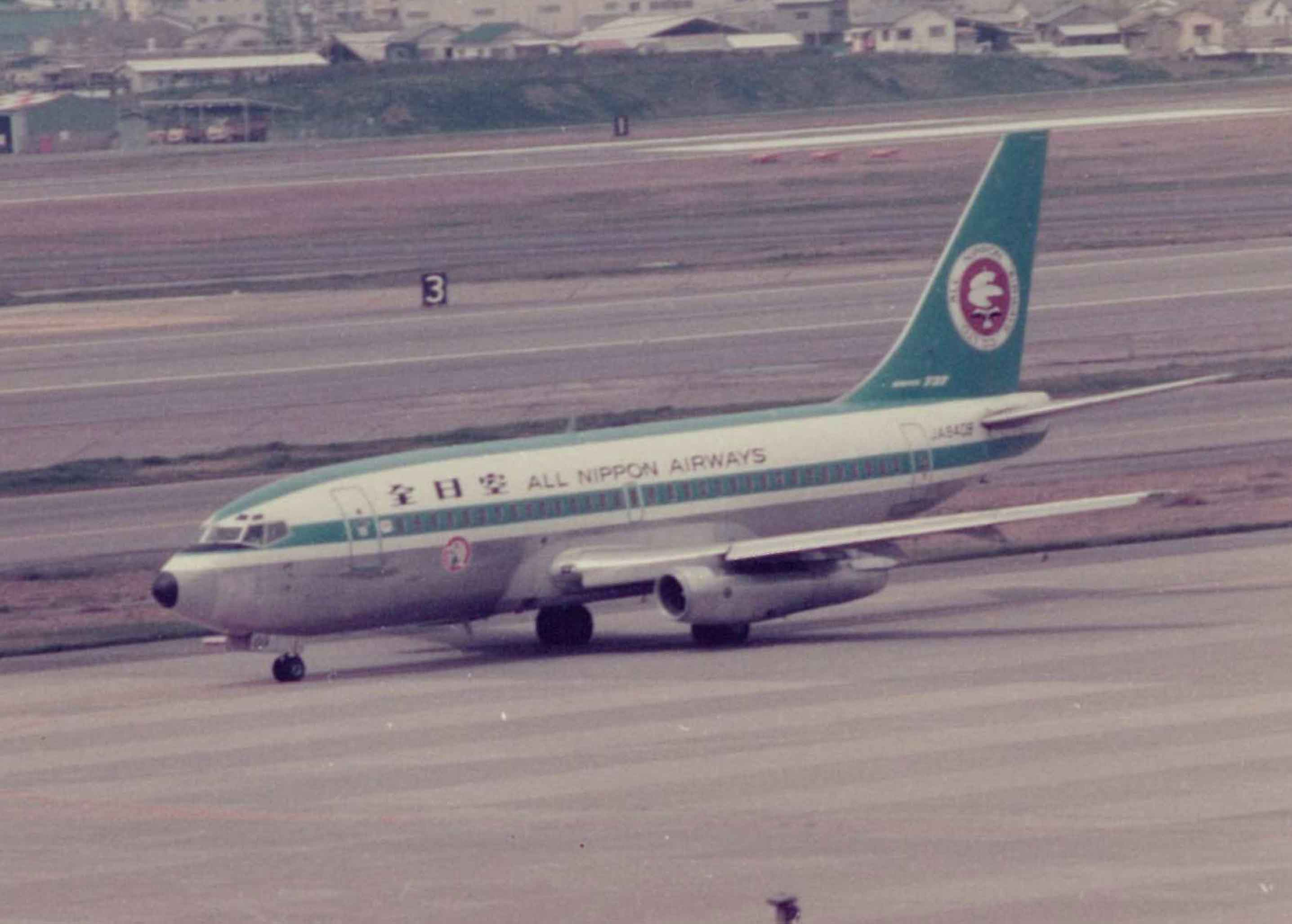
Boeing 737-200 в старой ливрее ANA

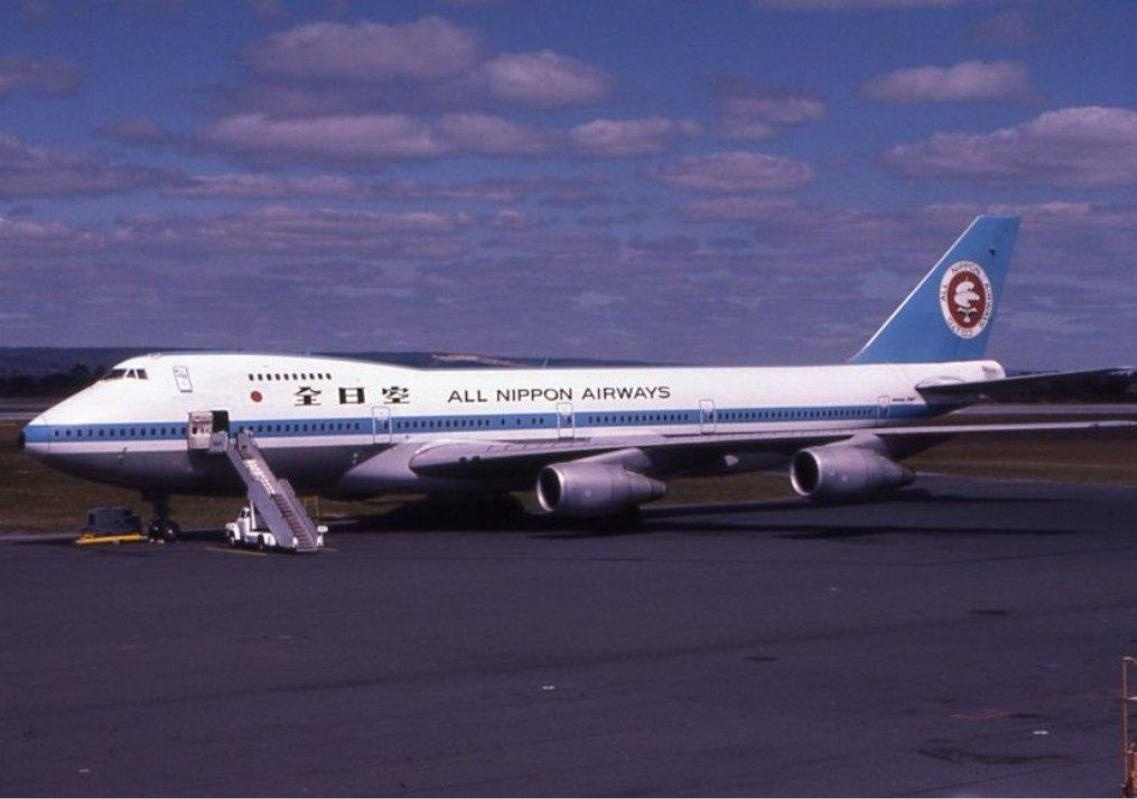
Boeing 747SR-81

Самым первым предшественником ANA была авиакомпания Японские Вертолётные Перевозки (яп. 日本ヘリコプター輸送 Ниппон хэрикопута: юсо:), созданная 27 декабря 1952 года. Код ИАТА ANA — NH связан с первым её названием (Nippon Helicopter).
NH начала рейсы на вертолётах в феврале 1953 года. 15 декабря 1953 года был осуществлён первый грузовой рейс между Осакой и Токио на de Havilland Dove (рег. номер JA5008). Это также был первый регулярный рейс, пилотируемый японским лётчиком в послевоенной Японии. Первые пассажирские регулярные рейсы были открыты 1 февраля 1954 года, а с марта для них стали использоваться de Havilland Heron. В 1955 года для NH совершил первый рейс DC-3, которые сыграли важную роль в установлении регулярных рейсов между Кюсю и Саппоро.
Другой предшественник ANA — Дальневосточные авиалинии (яп. 極東航空 кёкуто: ко:ку:). Несмотря на то что эта компания была учреждена 26 декабря 1952 года, за день до NH, она начала операции только 20 января 1954 года с ночных грузовых рейсов между Осакой и Токио на de Havilland Dove. Использование DC-3 началось в начале 1957 года, маршрутная сеть была направлена в первую очередь на юг Японии от Токио до Кагосимы.
Слияние этих авиакомпаний произошло 1 декабря 1957 года. Капитализация объединённой компании составила 600 млн иен. Первоначально планировалось новую компанию назвать Дзэн Ниппон ко:ку: (全日本航空) или «All Japan Airlines», однако против этого возражали представители авиакомпании Japan Airlines и английское название было изменено на «All Nippon Airways», а в японском слово ко:ку: (航空, «авиакомпания») было изменено на ку:ю (空輸, дословно «воздушный транспорт»).

## Эра внутренних перевозок

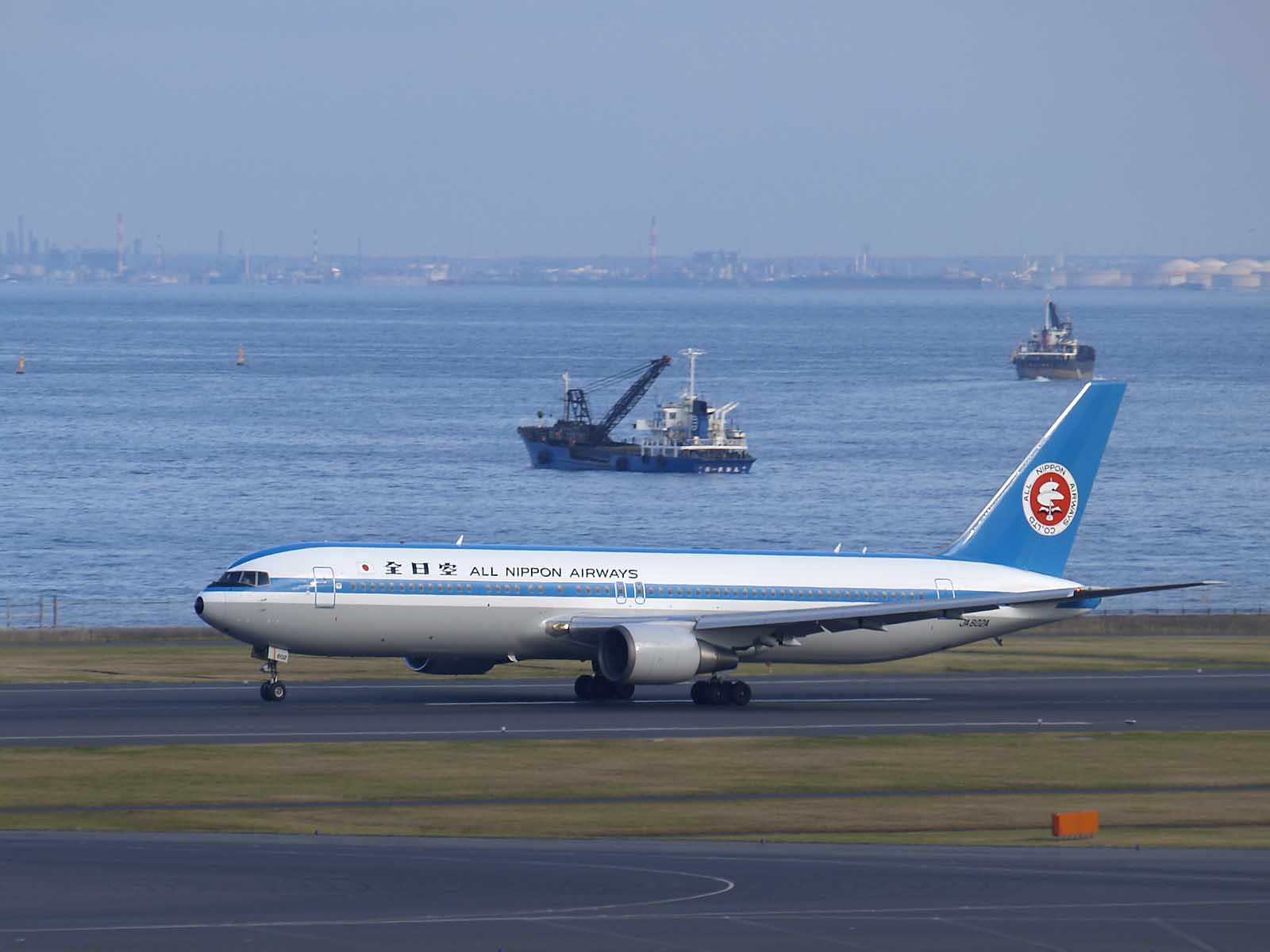
Boeing 767 в аэропорту Haneda

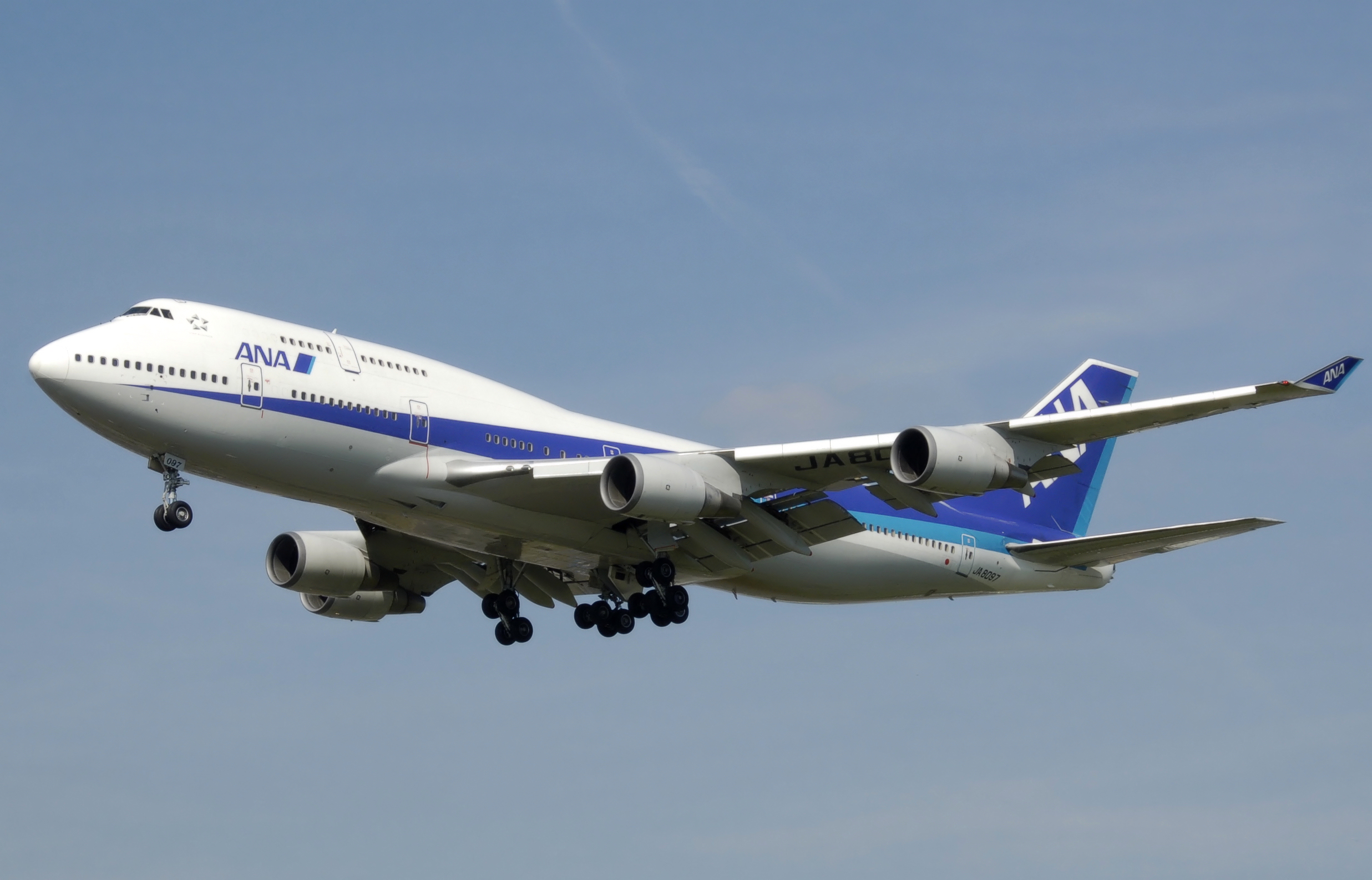
Boeing 747-400 идёт на посадку

Авиакомпания ANA в 1960 году показывала устойчивый рост, введя в эксплуатацию Vickers Viscount в 1960 году и Fokker F27 в 1961. В 1961 ANA разместила акции на Токийской фондовой бирже и Осакской бирже ценных бумаг; в том же году авиакомпания получила разрешение на осуществление рейсов на Окинаву, фактически эти полёты были международными, так как на Окинаве в то время находилась американская военная база.
В 1963 произошло слияние с авиакомпанией Fujita Airlines, в результате чего капитал компании увеличился до 4 млрд ен. В 1964 ANA стала использовать реактивные самолёты Boeing 727 на рейсе Токио-Саппоро. Первый турбовинтовой авиалайнер японского производства YS-11 в 1965 заменил Convair 440 на местных маршрутах. В 1969 ANA ввела в эксплуатацию Boeing 737.
С ростом пассажирооборота ANA стала заключать договоры с туристическими компаниями по всей Японии об организации перевозок во все её регионы. Этой стратегии ANA следует и по сей день. Многие из этих компаний по условиям договоров получили акции ANA. Сотрудничество с ANA могло принимать разные формы: например, Nagoya Railroad, которая управляет операциями ANA в регионе Тюбу, имеет кресло в Совете директоров ANA.
ANA вскоре становится крупнейшей авиакомпанией, выполняющей внутренние перевозки. Однако Министерство транспорта обеспечило JAL монополию на международные регулярные рейсы, которая поддерживалась до 1986 года. ANA в это время выполняла только международные чартерные рейсы, первый из которых состоялся из Токио в Гонконг 3 февраля 1971 года.
ANA приобрела первые широкофюзеляжные самолёты, шесть Lockheed L-1011, в ноябре 1972 года, что стало результатом большой проделанной работы Lockheed: сделка обсуждалась Президентом США Ричардом Никсоном, Премьер-министром Японии Какуэем Танакой и Премьер-министром Великобритании Эдвардом Хитом (который лоббировал интересы производителя двигателей Rolls-Royce). Танака также приложил усилия для того, чтобы ANA смогла работать на азиатских маршрутах, что было частью сделки. Этот самолёт впервые встал на обслуживание рейса Токио-Окинава в 1974 году. Авиакомпания также заказывала McDonnell Douglas DC-10, однако в последнюю минуту отозвала заказ в пользу Lockheed. Впоследствии было доказано, что Lockheed косвенно подкупил Премьер-министра Какуэя Танаку с целью принять это решение: последующий скандал привёл к аресту Танака, некоторых менеджеров ANA и торгового агента Lockheed Marubeni.
Boeing 747 появился на маршрутах Токио-Саппоро и Токио-Фукуока в 1978 году, а Boeing 767 стали использоваться на маршрутах на Сикоку в 1983.

## Международная эра

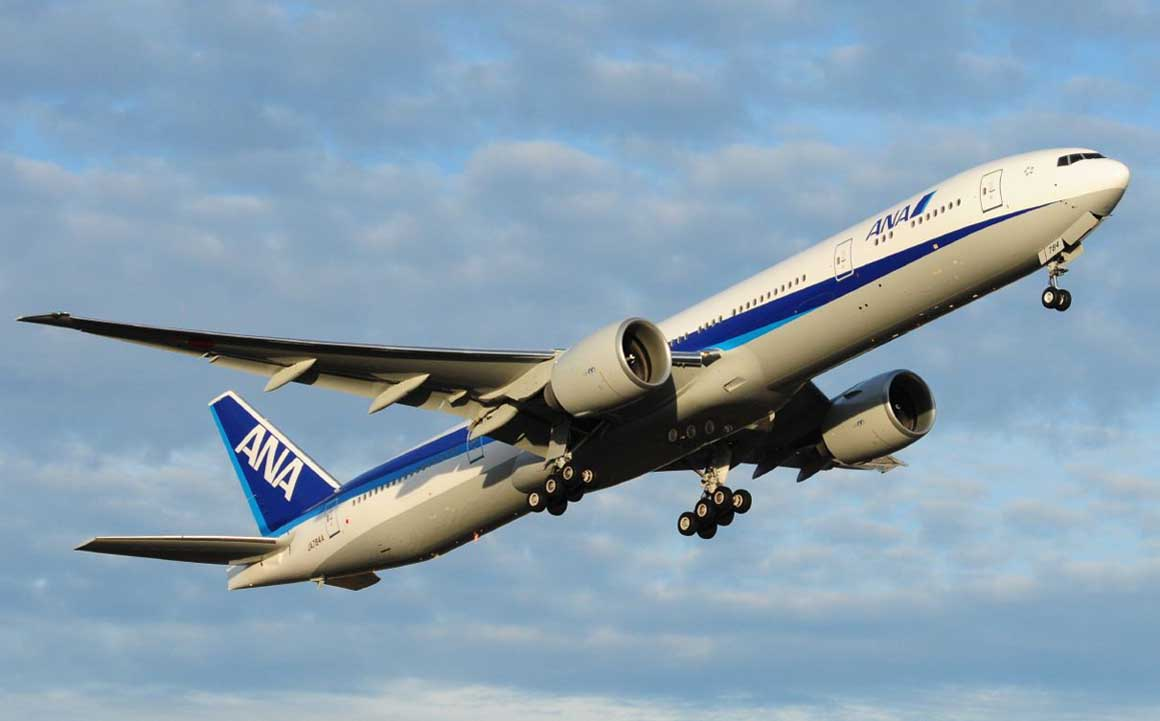
ANA Boeing 777-300

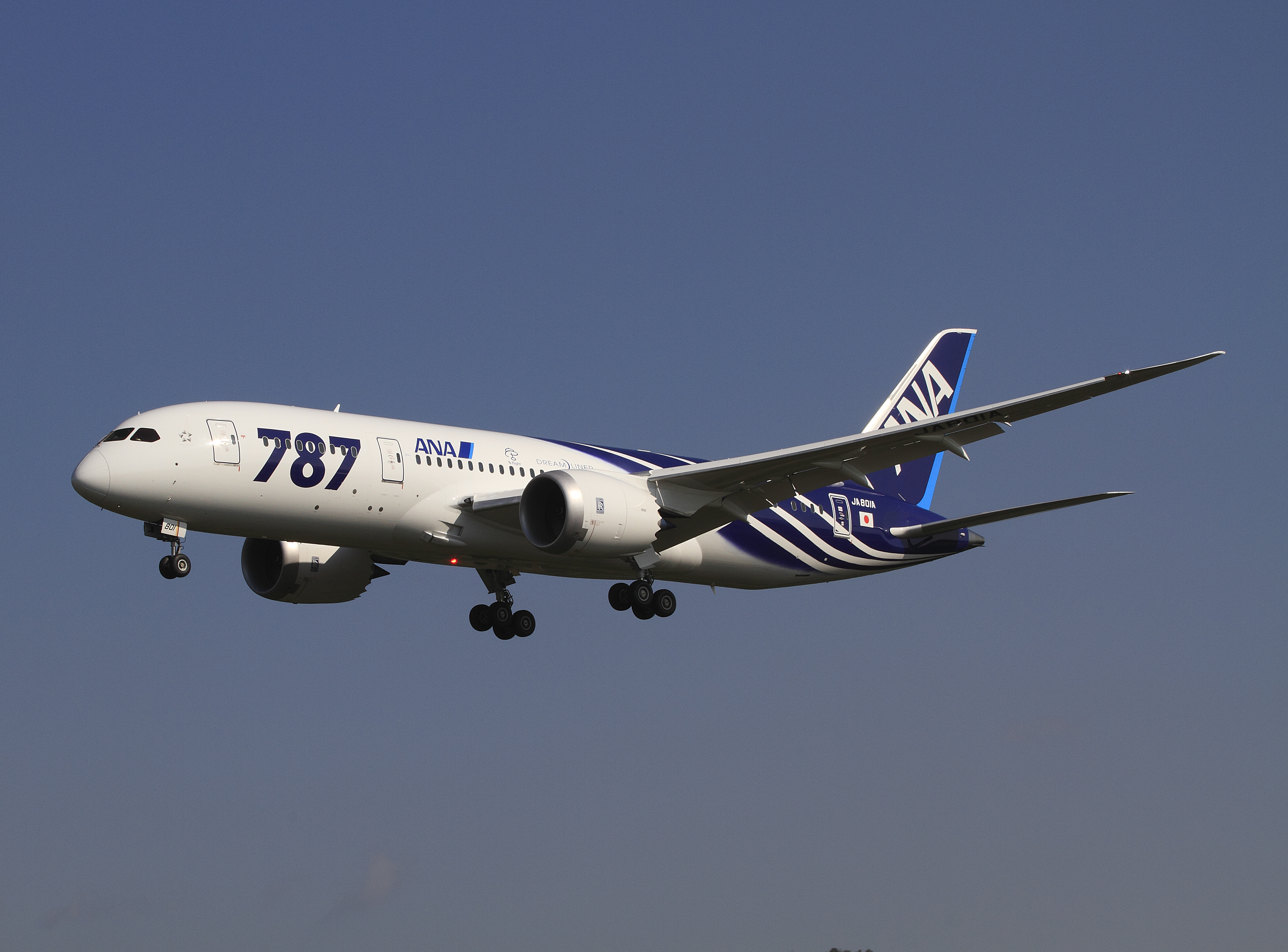
ANA Boeing 787

С 1986 года ANA начала превращаться из основного внутреннего перевозчика Японии в авиакомпанию, выполняющую международные рейсы. 3 марта 1986 года ANA начала осуществлять регулярные международные рейсы из Токио на Гуам. Рейсы в Лос-Анджелес и Вашингтон начались к концу года, и ANA подписала соглашение о сотрудничестве с American Airlines на рейсах из США в аэропорт Нарита.
Международная маршрутная сеть ANA росла постепенно: Пекин, Далянь, Гонконг и Сидней в 1987 году; Сеул в 1988; Лондон и Сайпан в 1989; Париж в 1990 и Нью-Йорк в 1991. Самолёты Airbus A320 и A321 пополнили флот авиакомпании в 1990-х, как и Boeing 747-481. ANA вступила в Star Alliance в октябре 1999 года.
В 2004 году прибыль ANA впервые превысила прибыль JAL. В этом же году, зная о планах увеличения количества слотов в связи со строительством новых аэропортов и расширению аэропорта Ханеда, ANA объявила о плане обновления флота путём замены некоторых больших самолётов на большее количество меньших по размеру.
В том же 2004 году ANA создала лоу-кост подразделение Air Next для осуществления рейсов из аэропорта Фукуока, а также стала главным акционером Nakanihon Airline Service (NAL) со штаб-квартирой в Нагое. В 2005 году ANA переименовала NAL в Air Central, а её штаб-квартира была перенесена в Международный аэропорт Тюбу-Центрэйр.
12 июля 2005 года ANA объявила о сделке с NYK по продаже доли 27,6 % в Nippon Cargo Airlines, совместном предприятии этих компаний с 1987 года. The sale allowed ANA to focus on developing its own cargo division.
В 2006 году ANA, Japan Post, Nippon Express и Mitsui O.S.K. Lines создали ANA & JP Express (AJV) для осуществления грузоперевозок. ANA является основным акционером AJV. Новая авиакомпания стала выполнять грузовые рейсы Air Japan.
В 2011 году авиакомпания получила первый в мире Boeing 787.

## Маршрутная сеть
Внутренняя маршрутная сеть ANA покрывает всю Японию, от Хоккайдо на севере до Окинавы на юге.
Международные рейсы ANA осуществляет в Китай, Корею и Юго-восточную Азию, США и Западную Европу. Ключевым международным хабом является аэропорт Нарита, где авиакомпания выполняет рейсы из Южного крыла Терминала 1 вместе с партнёрами по Star Alliance.

## Флот
В августе 2021 года флот All Nippon Airways состоял из 217 самолётов, средний возраст которых 8,3 лет:

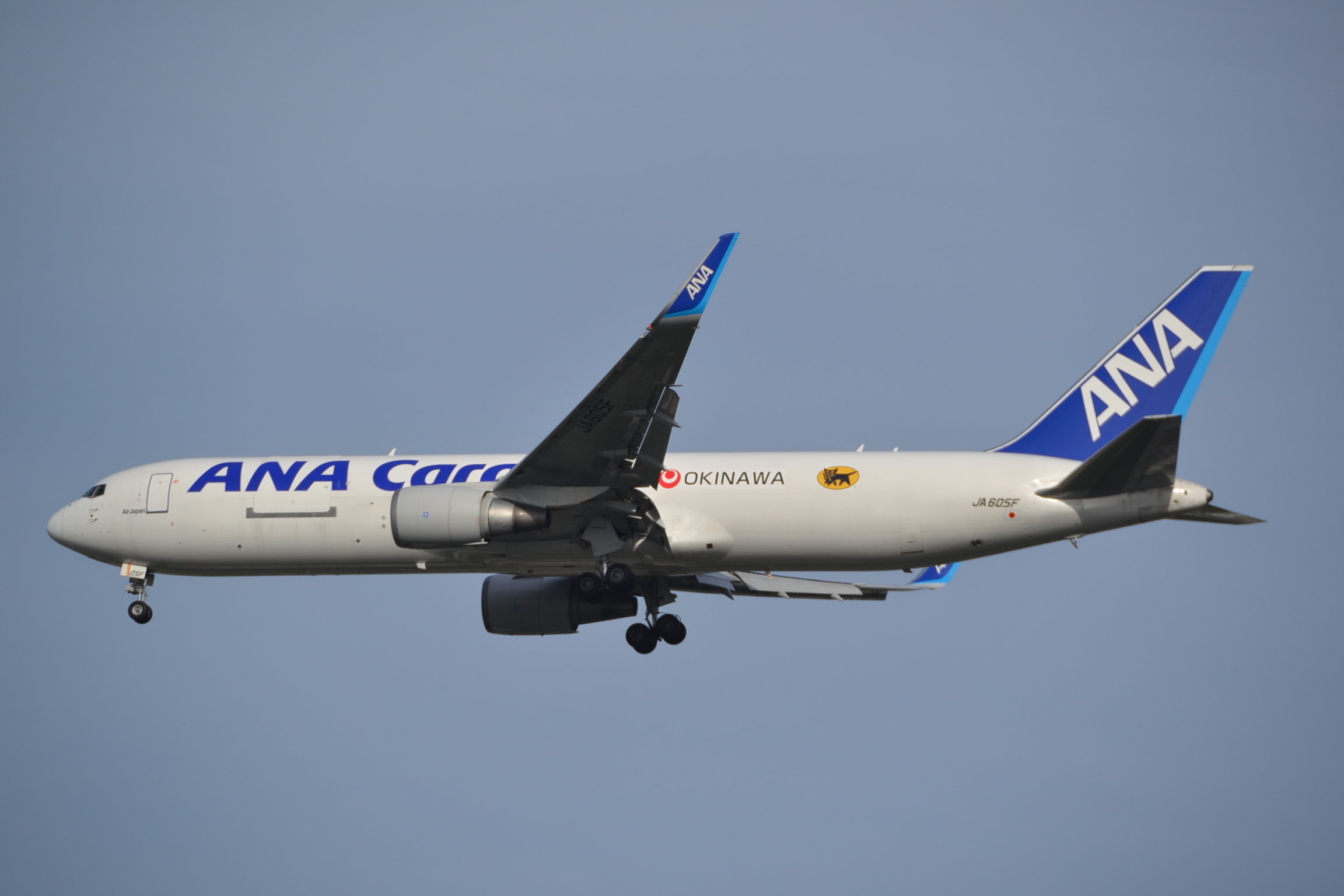
ANA грузовой Boeing 767

F - первый класс, С - бизнес класс, W - премиум эконом, Y - экономкласс. Первый класс и Премиум Эконом доступны на международных рейсах. На внутренних рейсах Бизнес-класс называется «Премиум-класс»,

ANA Boeing 747-400D в ливрее с покемонами.

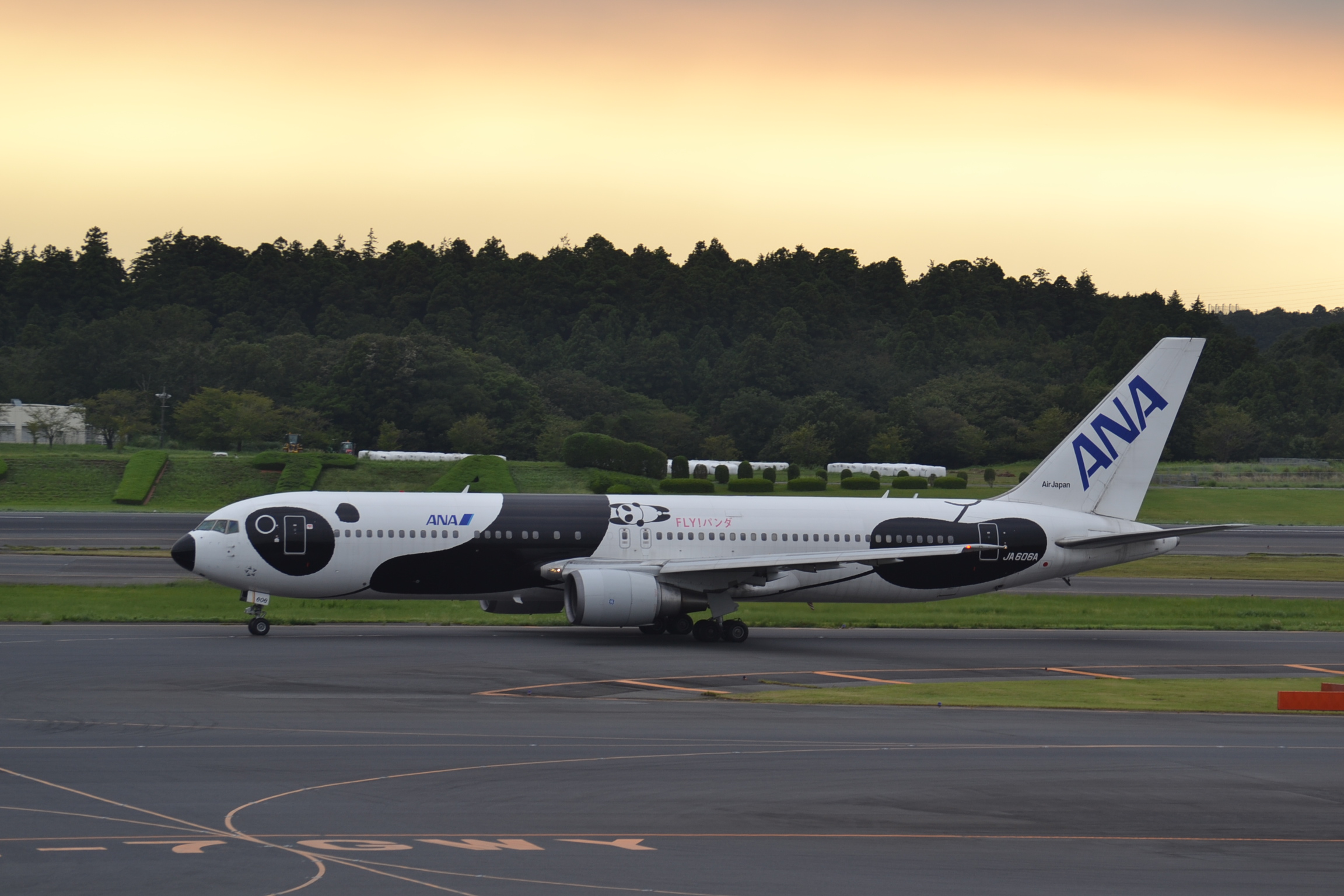
ANA Boeing 767 в ливрее панда

на международных —«Клуб ANA».

### Выведенный из эксплуатации флот
- Douglas DC-3, использовался с 1955 года[20]
- Vickers Viscount 744, с июля 1960 года[20]
- Fokker F27 Friendship, с июня 1961 года[20]
- Vickers Viscount 828, с июля 1961 года[20]
- Boeing 727, с марта 1965 года[20]
- NAMC YS-11, с июля 1965 года[20]
- Ранние варианты Boeing 737; 737 используются с 1969 года[20]
- Lockheed L-1011, с июля 1973 года[20]
- Ранние модификации Boeing 747; 747 используются с декабря 1978 года[20]
- Ранние модификации Boeing 767; 767 используются с июня 1983 года[20]
- 7 Airbus A321, использовались с 1998 года[20]
- 46 Boeing 747-200(400)

## Кодшеринговые соглашения
По состоянию на 10 февраля 2018 года All Nippon Airways заключила кодшеринговые соглашения со следующими партнёрами :

| * Air Canada (SA) - Air China (SA) - Air Japan - Air France-KLM - Air India - Air Dolomiti - Air Macau - Air Japan - Air New Zealand (SA) - Asiana Airlines (SA) - Austrian Airlines (SA) - Avianca (SA) - Eurowings - EVA Air (SA) - Ethiopian Airlines (SA) - Etihad Airways - Garuda Indonesia - Germanwings - Hawaiian Airlines - Jet Airways - Ibex Airlines - LOT Polish Airlines (SA) - Lufthansa (SA) - Malaysia Airlines - Philippine Airlines - Qatar Airways - Shenzhen Airlines (SA) - Shandong Airlines - Singapore Airlines (SA) - Skynet Asia Airways - South African Airways (SA) - Star Flyer - Swiss International Air Lines (SA) - TAP Portugal (SA) - Thai Airways International (SA) - Turkish Airlines (SA) - United Airlines (SA) - Vietnam Airlines |

Примечание: Список включает партнёров по Star Alliance (SA).

## Подразделения
ANA Group является группой компаний, которые полностью или частично принадлежат ANA.:

### Авиакомпании
- Air Nippon
- Air Nippon Network (A-net)
- Air Next
- Air Japan
- Air Central (87 %)
- Air Hokkaido (80 %, прекратила деятельность с 31 марта 2006)
- ANA & JP Express (48,61 %, грузовая авиакомпания)
- All Express (Allex)
- Vanilla Air

### Авиация общего назначения
- All Nippon Helicopter (вертолёты)

### ANA/UPS — контракт All Nippon/United Parcel
Авиакомпания входит в альянс по грузоперевозкам, осуществляемым для UPS.

## Грузоперевозки и авиапочта

### ANA Cargo
ANA Cargo — торговая марка ANA Group для выполнения грузоперевозок. Для выполнения грузовых рейсов используются 767-300F и два Boeing 767-200S, полученных по мокрому лизингу от ABX Air.

## Инциденты и авиакатастрофы
- Первая катастрофа с самолётом ANA произошла с Douglas DC-3 JA5045 12 августа 1958 года. Погибло 33 человека[25]
- В 1958 году Акира Эмото, продавец, совершил попытку самоубийства, пронеся на самолёт динамит. Эмото погиб, выпрыгнув из самолёта, бомбы не сдетонировали.[26]
- 16 марта 1960 года Douglas DC-3 JA5018 столкнулся с истребителем в аэропорту Нагои. Погибло 3 человека из 33, находящихся на борту[27]
- 4 февраля 1966 года Boeing 727, шедший на посадку в аэропорту Ханеда, упал в Токийский залив, погибли все 133 человека на борту[28]
- 13 ноября 1966 YS-11 потерпел крушение в Мацуяма.[29]
- 30 июля 1971 года Boeing 727 JA8329, выполнявший рейс 58, столкнулся с истребителем F-86F Sabre с авиабазы Мацусима. Погибли все 162 человека на борту.[30]
- 22 июня 1995 года, мужчина, назвавшийся Фумио Кудзими, и человек, зарегистрировавшийся на рейс ANA под именем Сабуро Кобаяси, захватили самолёт ANA после взлёта из Токио. Самолёт приземлился на Хоккайдо, после штурма самолёта полиция арестовала террористов.[31]
- В 1999 году мужчина захватил самолёт рейса 61 и убил пилота. Он был обезврежен другими членами команды, больше никто не пострадал.[32]
- 12 мая 2017 года Boeing 787-9 Dreamliner летевший рейсом NH209 из Токио в Дюссельдорф экстренно сел в аэропорту Братск, из-за неисправности одного из двигателей. Самолёт приземлился успешно. Никто не пострадал.
- 27 Сентября 2019 года самолёт Boeing 787 Dreamliner Рейсом Вена - Токио экстренно сел в Хабаровске из-за снижения топлива в двигателе. Вечером после обслуживания самолёт вылетел в Токио. Никто из пассажиров не пострадал